# Maurice Cloche
Maurice Cloche, (Commercy, Mosa, Lorena, 17 de juny de 1907 − Bordeus, Gironda, 20 de març de 1990) va ser un director de cinema, guionista, productor i fotògraf francès.

## Biografia
Estudia a l'Escola nacional superior de belles arts de París, i després a l'Escola nacional superior d'arts decoratives, abans de debutar en el cinema com a actor el 1933. Fa de director artístic i passa a l'escenificació rodant diversos curtmetratges.
Crea una societat de producció i realitza el 1937 el seu primer llargmetratge. Després de la Segona Guerra Mundial, se'l coneix sobretot com a autor de pel·lícules consagrades a grans figures de la caritat cristiana, d'aquí la seva reputació al si de la professió com a cineasta catòlic oficial. No negligeix però els assumptes socials, ni fins i tot la sèrie B. Maurice Cloche realitza a més a més diversos documentals sobre l'art: Terre d'amour, Symphonie graphique, L'Alsace, La Franche-Comté, Images gothiques.
El 1940, a la zona sud, participa amb Paul Legros (director general) i Pierre Gérin (director adjunt), en la fundació del Centre artístic i tècnic dels joves del cinema  del qual s'assegura la direcció artística.
La seva pel·lícula Monsieur Vincent obté un Oscar honorífic per una pel·lícula estrangera el 1949.

## Filmografia
Director
- 1936: Radio
- 1937: Ces dames aux chapeaux verts
- 1938: La Vie est magnifique
- 1938: Le Petit Chose
- 1939: Nord-Atlantique
- 1940: Sixième étage
- 1941: Départ a zéro
- 1942: Feu sacré
- 1945: Vingt-quatre heures de perm
- 1945: L'Invité de la onzième heure
- 1946: Jeux de femmes
- 1946: Cœur de coq
- 1947: Pas un mot a la reina mère
- 1947: Monsieur Vincent
- 1949: Doctor Laennec
- 1949: La Cage aux filles
- 1950: Peppino e Violetta
- 1950: La Portatrice di pane
- 1950: Né de pare inconnu
- 1951: The Small Miracle
- 1952: Domenica
- 1952: Rayés des vivants
- 1953: Moineaux de Paris
- 1954: Noches andaluzas
- 1955: Un missionnaire
- 1957: Ça aussi c'est Paris
- 1957: Quand vient l'amour
- 1957: Adorables Démons
- 1957: Marchands de filles
- 1958: Prisons de femmes
- 1959: Les Filles de nuit
- 1959: Le Fric
- 1959: Bal de nuit
- 1960: Touchez pas aux blondes
- 1961: Cocagne
- 1963: La Porteuse de pain
- 1964: Requiem per un caïd
- 1964: Coplan, agent secret FX 18
- 1966: Baraka sur X 13
- 1967: Le vicomte règle ses comptes
- 1968: Un Killer per sua maestà
- 1973: Mais toi, tu est Pierre
- 1974: Le Charivari de Janjoie (fulletó TV)
- 1978: Les Hommes de Rose (sèrie TV)
- 1981: La Guerra des chaussettes TV
- 1983: Dessin sur un trottoir (TV)

Actor
- 1933: Le Grillon du foyer de Robert Boudrioz
- 1934: Cessez le feu de Jacques de Baroncelli

## Premis i nominacions

### Nominacions
- 1947: Lleó d'Or al Festival Internacional de Cinema de Venècia per Monsieur Vincent
- 1947: BAFTA a la millor pel·lícula per Monsieur Vincent